# 情报机构

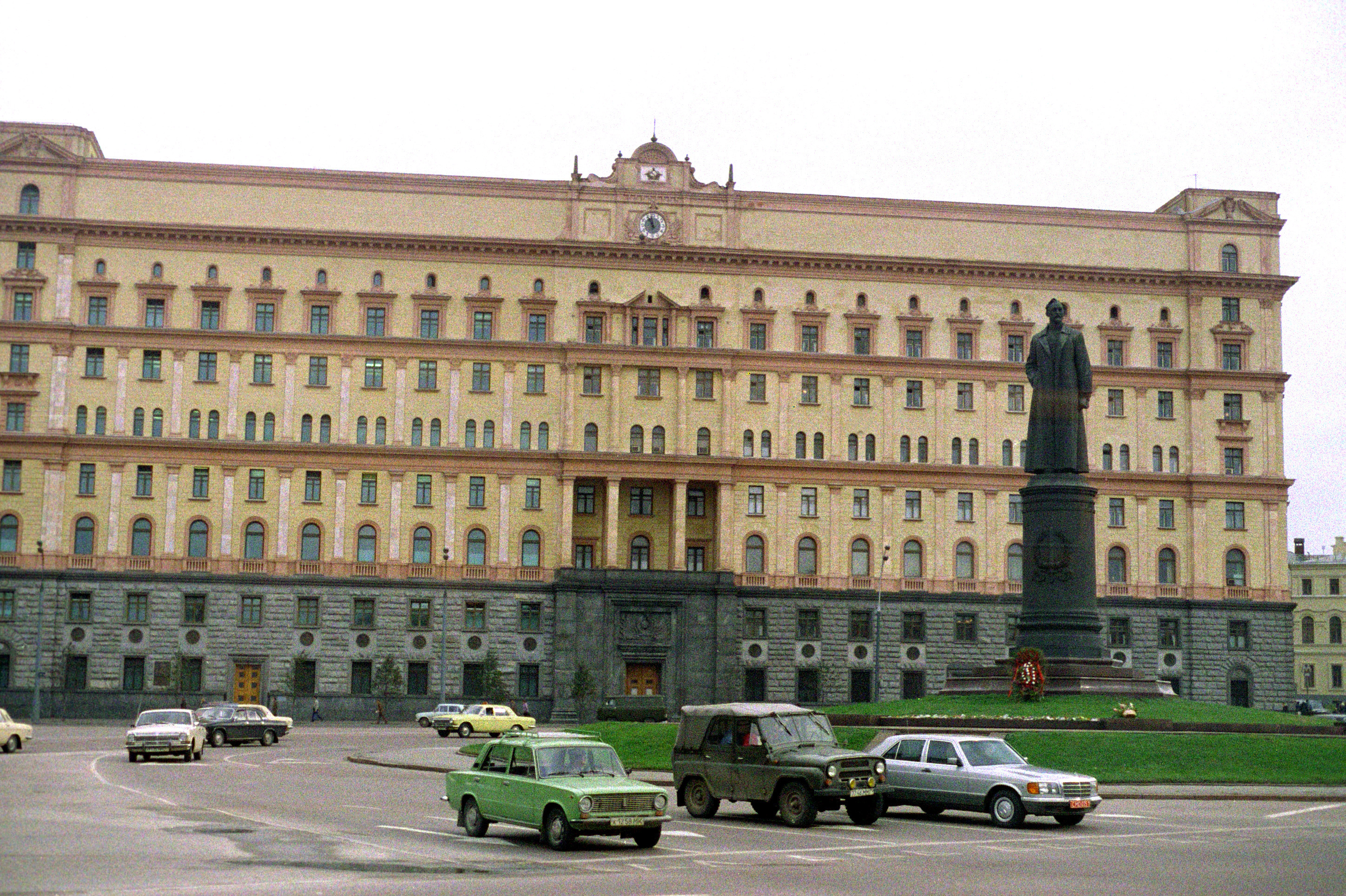
俄羅斯聯邦安全局的總部是卢比扬卡大楼

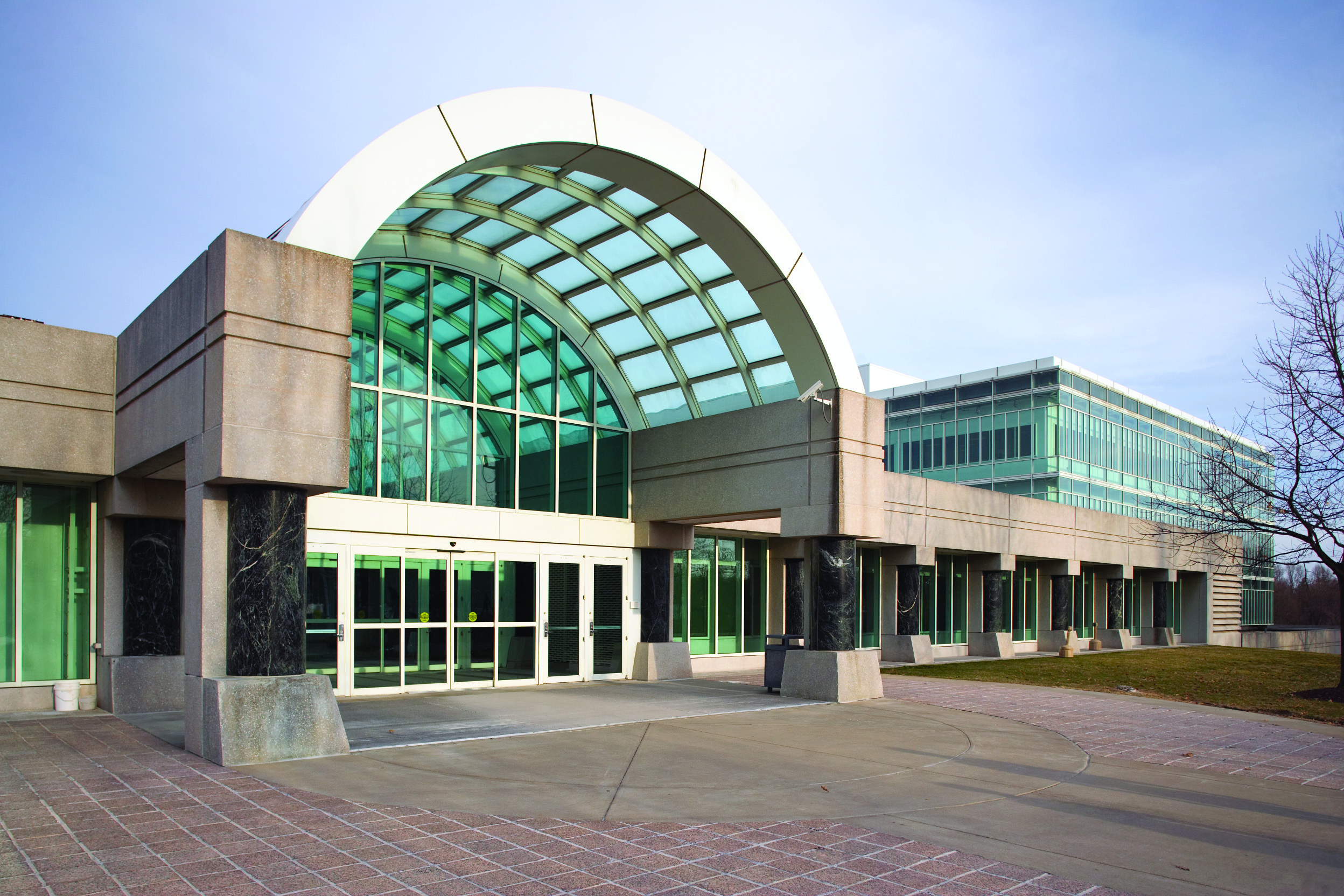
美國中央情报局的總部是乔治·布什情报中心

情報機構是一個國家的政府機構，專門負責收集、分析、利用情報，以支持執法、國家安全、軍事、外交政策目的。情報收集的方式可能是公開進行，也可能是秘密進行，其中包括間諜活動、通信截獲、密碼分析、機構間互相合作、對公共資源的評估。重新將情報進行組合和傳播的過程，稱為情報分析、情報評估。情報機構可以為其國家政府提供以下服務：
- 對即將發生的危機發出預警
- 幫助辨別當前或潛在對手的意圖，為國家和國際作危機管理服務
- 通報國防計劃、軍事行動（軍事情報）
- 保護敏感的訊息機密，包括情報機構本身的消息來源、活動，其他政府機構的秘密
- 暗中影響有利於国家利益、國際安全事件的結果
- 防禦其他國家的情報機構（反情報）

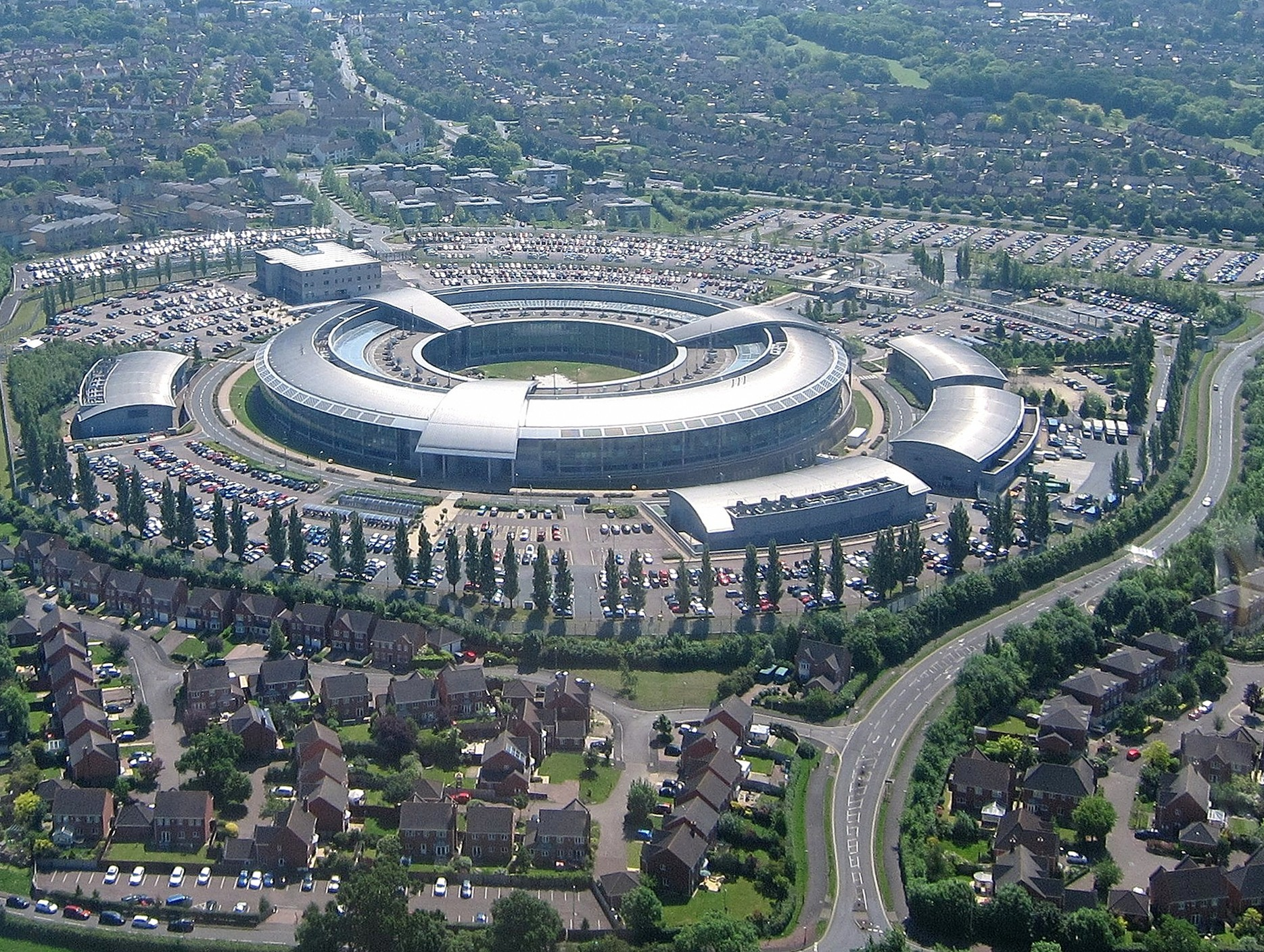
英國政府通信总部座落在切爾滕納姆

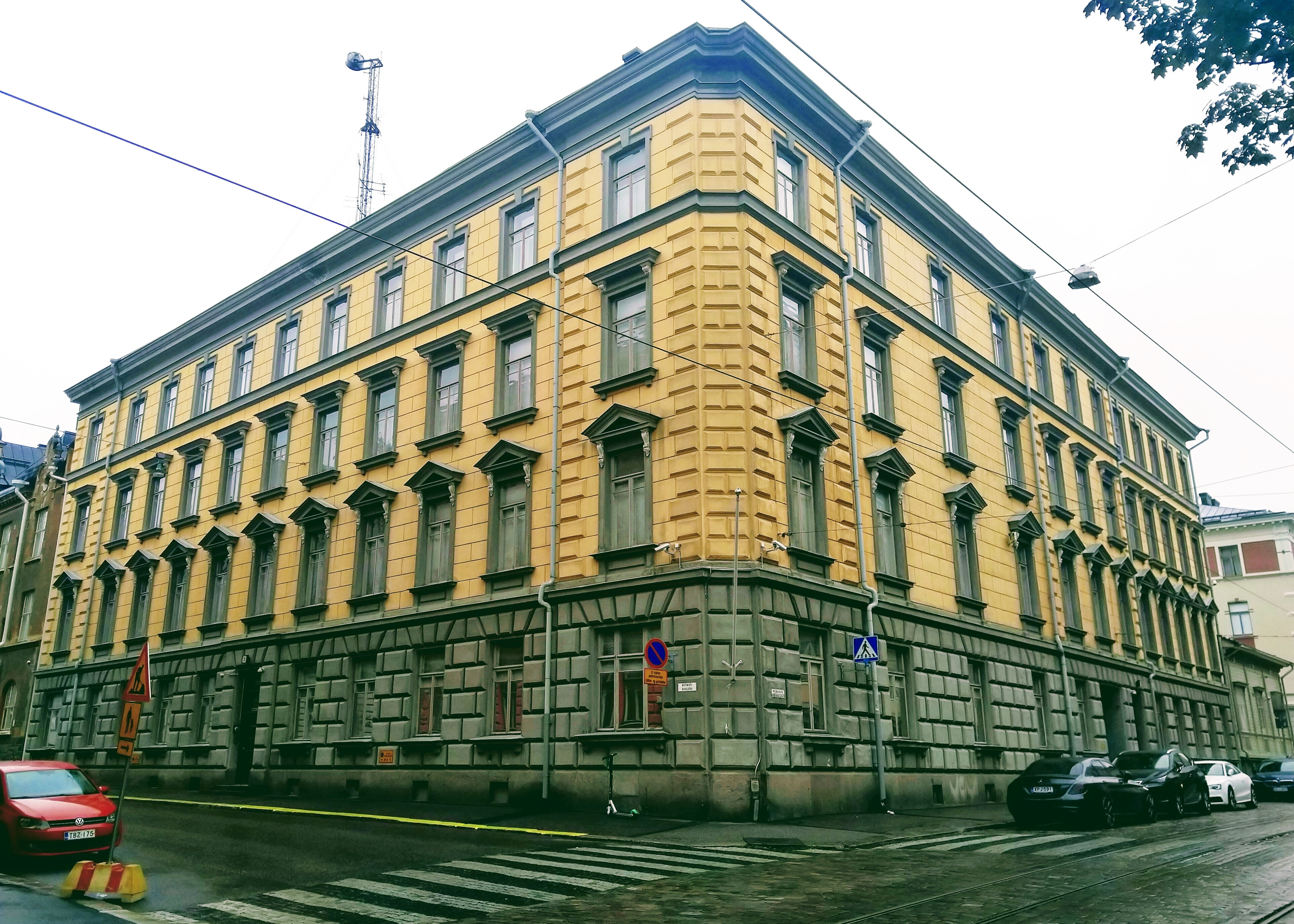
芬兰情报研究机构座落在赫尔辛基

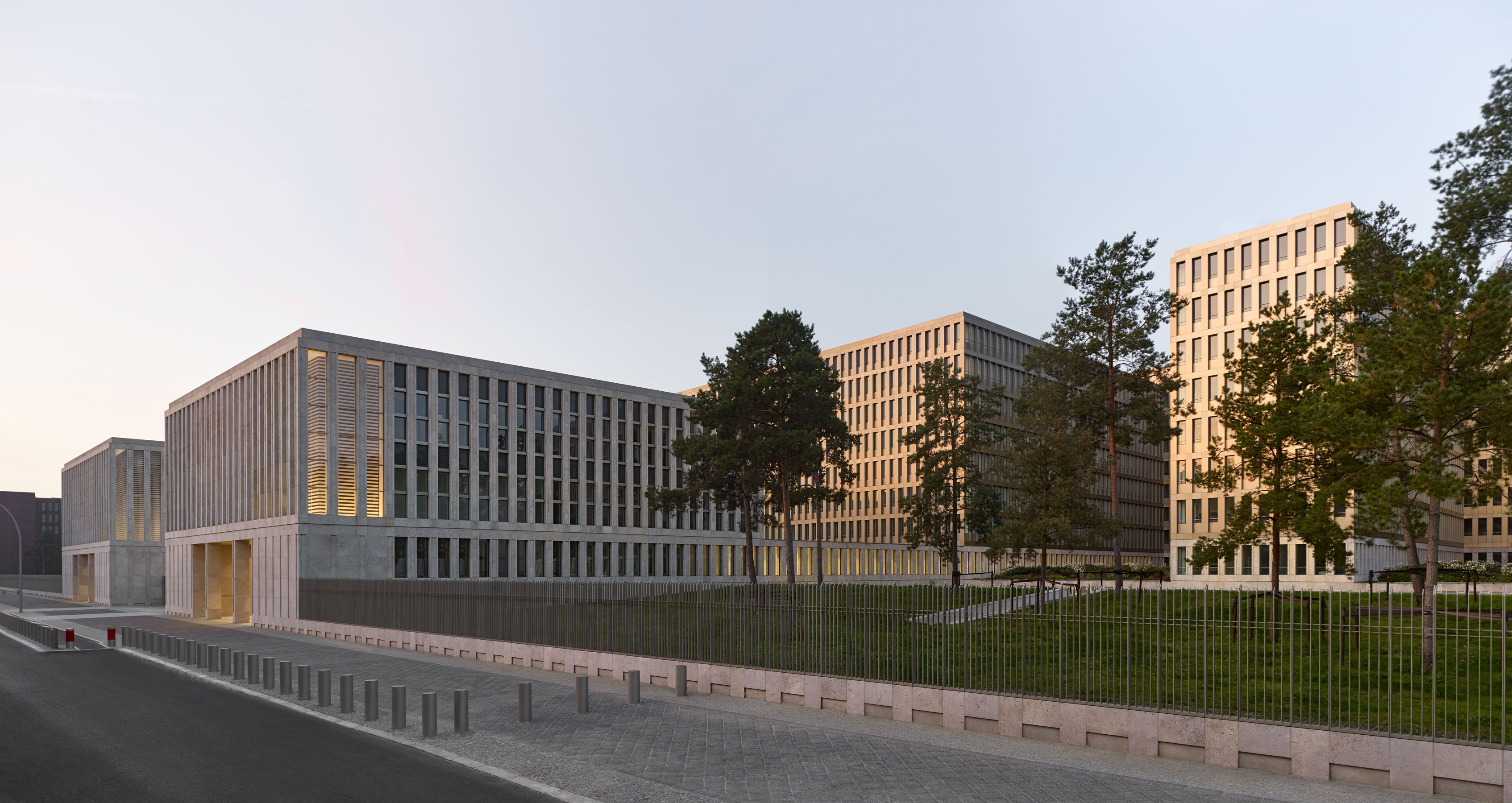
德國聯邦情報局位於柏林的總部

「安全情報」（對內情報機構）、「外國情報」（對外情報機構）之間有所區別，安全情報涉及本土的威脅，如恐怖主義、間諜等活動，外國情報涉及國外政治、經濟相關的訊息收集。有些機構可能參與策劃暗殺、武器販運、政變、散佈假消息（政治宣传）等隱蔽、秘密行動，以支持國家政府的利益。
除了专门的情报机构，新闻媒体和外交部门也具有相当的情报获取与分析能力，故往往也是国家情报网络的一部分。

## 各國情報機關

### 美国
- 國家情報總監
- 獨立機關
  - 中央情报局 (CIA)
- 美国国防部
  - 國防情報局 (DIA)
  - 國家安全局 (NSA)
  - 国家地理情报局 (NGA)
  - 国家侦察局（NRO）
  - 空軍情報監視偵察局（英语：Air Force Intelligence, Surveillance and Reconnaissance Agency）（AFISRA）
  - 陸軍軍事情報隊（英语：Military Intelligence Corps (United States Army)）（MI）
  - 海軍陸戰隊情報處（英语：Marine Corps Intelligence Activity）（MCIA）
  - 海军情报室（ONI）
  - 海軍犯罪調查局（NCIS）
- 美国能源部
  - 美國情報與防諜室（英语：Office of Intelligence and Counterintelligence）（OICI）
- 美国国土安全部
  - 美国情报及分析室（I&A）
  - 美國海岸防衛隊情報局（CGI）
- 美国司法部
  - 联邦调查局（FBI）
  - 美国缉毒局国家安全情报室（DEA/ONSI）
- 美国国务院
  - 情报研究局（英语：Bureau of Intelligence and Research）（INR）
- 美国财政部
  - 恐怖主义和金融情报办公室（TFI）

### 
- 安全情报组织（ASIO）
- 澳大利亚秘密情报局（英语：Australian Secret Intelligence Service）（ASIS）
- 信號情報局（ASD）

### 加拿大
- 加拿大安全情报局（CSIS）

### 丹麦
- 丹麦安全与情报处（英语：Danish Security and Intelligence Service）
- 丹麦国防情报处（英语：Danish Defence Intelligence Service）

### 中華民國（臺灣）
- 國家安全會議
  - 國家安全局（NSB）
- 國防部
  - 軍事情報局（MIB）
  - 電訊發展室（MND-GSH）
  - 軍事安全總隊

依法視同情報機關
- 海洋委員會
  - 海洋委員會海巡署
- 國防部
  - 國防部政治作戰局
  - 國防部憲兵指揮部
  - 國防部資通電軍指揮部（ICEFCOM）
- 內政部
  - 內政部警政署
  - 內政部移民署
- 法務部
  - 法務部調查局（MJIB）

### 中华人民共和国（中国大陆）
- 中央国家安全委员会
- 中华人民共和国国家安全部（MSS）
- 中华人民共和国公安部
  - 公安部政治安全保卫局
  - 公安部网络安全保卫局
  - 公安部情报中心
- 中央军事委员会
  - 中央军委联合参谋部情报局
  - 中央军委联合参谋部信息通信局
  - 中央军委政治工作部
  - 中国人民解放军网络空间部队
  - 中国人民解放军信息支援部队
- 中国共产党中央委员会
  - 中国共产党中央委员会统一战线工作部
  - 中国共产党中央委员会对外联络部

#### 香港特別行政區
- 香港特別行政區維護國家安全委員會
- 香港警务处国家安全处
- 中央人民政府驻香港特别行政区维护国家安全公署

#### 澳門特別行政區
- 澳门特别行政区维护国家安全委员会

### 法國
- 對內情報總局
- 对外安全总局（DGSE）

### 德国
- 聯邦情報局（Bundesnachrichtendienst，BND）
- 联邦宪法保卫局（Bundesamt für Verfassungsschutz）
- 聯邦軍情局（英语：Militärischer Abschirmdienst）（MAD）

### 印度
- 印度研究分析室（Research and Analysis Wing，RAW）
- 印度情報局（Intelligence Bureau，IB）

### 伊朗
- 伊朗情报与国家安全部（Vezarat-e Ettela'at Jomhouri-ye Eslami-ye Iran，SAVAMA）

### 以色列
- 情報特務局（摩萨德，Mossad）
- 國家安全局（辛貝特，Shinbet）
- 軍事情報局（阿曼，Aman）

### 日本
- 內閣情報調查室 (CIRO)
- 防衛省情報本部（DIH）
- 日本公安調查廳（PSIA）

### 
- 國家情報院（NIS）
- 國軍機務司令部（DSSC）
- 國軍情報司令部（朝鲜语：국군정보사령부）（KDIC）

- 國家保衛省（State Security Department，SSD）

### 巴基斯坦
- 情报局（IB）
- 内部情报局
- 三軍情報局

### 俄羅斯
- 對外情報局（Foreign Intelligence Service ，SVR）
- 联邦安全局（FSB）
- 俄联邦武装部队总参谋部情报总局（格鲁乌GRU）
- 联邦政府通讯及信息局
- 聯邦警衛局

### 土耳其
- 国家情报局（MIT）

### 英国
- 秘密情報局（Secret Intelligence Service，SIS，或稱軍情六處 Military Intelligence 6，MI6）
- 安全局（Security Service，SS，或稱軍情五處 Military Intelligence 5，MI5）
- 政府通信总部（Government Communications Headquarters，GCHQ）
- 英國國防情報局（Defence Intelligence，DI）

### 新加坡
- 內部安全局（Internal Security Department，ISD）
- 內部暨防禦部（Ministry of Interior and Defence，MID）
- 保安与情报司（Security and Intelligence Division，SID）

### 乌克兰
- 烏克蘭對外情報局(SZR)
- 烏克蘭保衛局（英语：State Security Administration (Ukraine)）(SSA)
- 烏克蘭國防部情報總局(HUR MOU)
- 烏克蘭國家特別通信局
- 烏克蘭國家安全局(SSU)

## 流行文化
在虛構作品中出現的情報機構。

### 電子遊戲
- 2016年—《湯姆克蘭西：全境封鎖》系列（Tom Clancy's The Division）：遊戲中虛構的國土戰略局，是一支由美國總統直接領導的特務組織，成員主要都有軍事背景，平時從事各行各業，當國家發生重大危機，身上的特殊手錶會橘色亮光，提醒特工拿起武器，確保美國政府能延續下去。

### 動畫
- 2022年—《Lycoris Recoil 莉可麗絲》（リコリス・リコイル，Lycoris Recoil）：動畫中出場的「DA」（Direct Attack），是個維持日本治安的機構，和日本政府有合作關係，但不受政府管理，具有強大的權力，除了情報部門外，還設立多個部門，旗下的外勤特務名為「Lycoris」（リコリス），成員主要以女性孤兒為主，身穿女子高中制服和背著能放置武器的特殊背包，在外可以不經過法律判決，私自處決罪犯、恐怖分子。